# Cubaanse solitaire
De Cubaanse solitaire (Myadestes elisabeth) is een zangvogel uit de familie Turdidae (lijsters).

## Verspreiding en leefgebied
Deze soort is endemisch in Cuba en telt 2 ondersoorten:
- M. e. elisabeth: westelijk en oostelijk Cuba.
- M. e. retrusus: Isla de la Juventud.